# Istedsyssel
Istedsyssel var i middelalderen det syssel, der lå mellem Ejderen i syd og Flensborg Fjord i nord. Hovedbyen var Isted.
Isted Syssel er nævnt i Kong Valdemars Jordebog fra 1231.
Istedsyssel er næsten sammenfaldende med det nuværende Sydslesvig, idet Frøslev/Padborg-området dog tilhører Danmark, mens Kær Herred fra Ellumsyssel er del af Sydslesvig. De 14 jyske sysler havde både politiske, kirkelige og juridiske opgaver, og var underinddelt i herreder.

## Herreder i Istedsyssel
- Nørre Gøs Herred
- Sønder Gøs Herred
- Vis Herred
- Ugle Herred
- Husby Herred
- Ny Herred
- Strukstrup Herred
- Slis Herred
- Arns Herred